# Осиновка (Беловский район)
Оси́новка — деревня в Беловском районе Кемеровской области. Входит в состав Старопестеревского сельского поселения.

## География
Центральная часть населённого пункта расположена на высоте 197 метров над уровнем моря.

## Население
По данным Всероссийской переписи населения 2010 года, в деревне Осиновка проживает 220 человек (107 мужчин, 113 женщин).